# Severní okres (Sin-ču)
Severní okres (v tradiční čínštině: 北區, v zjednodušené čínštině: 北区, v Pchin-jinu: Běi Qū) je nejmenší ze tří okresů města Sin-ču na Tchaj-wanu.

## Geografie
- Rozloha: 15,73 km2
- Populace: 149 300 (leden 2016)

## Administrativní dělení
Okres se skládá z částí: Si-men, Žen-te, Čchien-jüan, Čung-jang, Čchung-li, Š'-fang, Sing-nan, Pej-men, Čung-sing, Ta-tchung, Čung-šan, Čang-che, Sin-min, Min-fu, Šuej-tchien, Wen-ja, Kuang-tchien, Š'-lin, Fu-lin, Ku-sien, Nan-ja, Ťiou-še, Nan-liao, Ťiou-kang, Kchang-le, Kang-pej, Čung-liao, Chaj-pin, Kche-ja, Jü-jing, Čchü-si, Si-ja, Nan-š', Ta-pcheng, Ťing-fu, Pchan-š', Sin-ja, Kuang-chua, Ťin-chua, Ťin-ču, Nan-čung, Ťin-ja, Tchaj-si a Čung-ja.

## Infrastruktura
- letiště Sin-ču
- spalovna odpadu v Sin-ču

## Pamětihodnosti
- Požární muzeum
- Chrám Hsinchu Chenghuang
- Baseballový stadion
- Rybí přístav
- Katedrála neposkvrněného srdce panny Marie
- Kostel sv. Jana